# 닛타 히요리
닛타 히요리(일본어: 新田 ひより, 1997년 7월 1일 ~ )는 일본의 여성 성우. 도쿄도 출신. 아트비전 소속. 하트캐치 프리큐어!를 보고서 처음 성우의 꿈을 키웠다고 한다.